# Vraćenovići
Vraćenovići este un sat din comuna Nikšić, Muntenegru. Conform datelor de la recensământul din 2003, localitatea are 61 de locuitori (la recensământul din 1991 erau 67 de locuitori).

## Demografie
În satul Vraćenovići locuiesc 44 de persoane adulte, iar vârsta medie a populației este de 38,3 de ani (35,2 la bărbați și 41,1 la femei). În localitate sunt 18 gospodării, iar numărul mediu de membri în gospodărie este de 3,39.
|  |

| Demografie | Demografie | Demografie |
| An         | Locuitori  | Locuitori  |
| ---------- | ---------- | ---------- |
|            |            |            |
|            |            |            |
|            |            |            |
|            |            |            |
| 1948       | 115        |            |
| 1953       | 109        |            |
| 1961       | 120        |            |
| 1971       | 110        |            |
| 1981       | 76         |            |
| 1991       | 67         | 62         |
| 2003       | 61         | 61         |

| \| Componența etnică conform recensământului din 2003[2] \| Componența etnică conform recensământului din 2003[2] \| Componența etnică conform recensământului din 2003[2] \| Componența etnică conform recensământului din 2003[2] \| Componența etnică conform recensământului din 2003[2] \| \| ----------------------------------------------------- \| ----------------------------------------------------- \| ----------------------------------------------------- \| ----------------------------------------------------- \| ----------------------------------------------------- \| \| \| \| \| \| \| \| Muntenegreni \| Muntenegreni \| \| 40 \| 65,57% \| \| Sârbi \| Sârbi \| \| 21 \| 34,42% \| \| necunoscută \| necunoscută \| \| 0 \| 0% \| |              |  |    |        |
| Componența etnică conform recensământului din 2003 |              |  |    |        |
| |              |  |    |        |
| Muntenegreni | Muntenegreni |  | 40 | 65,57% |
| Sârbi | Sârbi        |  | 21 | 34,42% |
| necunoscută | necunoscută  |  | 0  | 0%     |